# 카트리나 비긴
카트리나 비긴(Katrina Begin, 1982년 8월 10일 ~ )은 미국의 배우이다.
미니애폴리스에서 태어났다.

## 출연 작품
- 라이프 인 컬러 (2015년)
- 더티 라이즈 (2014년) - 클로이 역
- 동물원 사육사 (2011년)
- 판타스틱 패밀리 (2010년) - 베일리 브로닝 역
- 리멤버 더 데이즈 (2007년) - 실비아 역